# Barwy Legionów Polskich we Włoszech
Barwy Legionów Polskich we Włoszech – opis wyłogów, rabatów, lampasów i patek Legionów Polskich we Włoszech.
| Grafika | Opis |
| ------- | --- |
|         | Generałowie i adiutanci jesień 1798 - kurtka granatowa z karmazynowymi ozdobami, srebrnymi guzikami i białą kamizelką. - Spodnie granatowe z karmazynowym lampasem - Czapka karmazynowa z galonem srebrnym i czarną skórą zamiast baranka - Szarfy z granatowo-biało-karmazynowymi frędzlami na lewym ramieniu: karmazynową dla adiutanta generała lejtnanta i granatową dla adiutanta generała majora. |
|         | Piechota Jesień 1798 - Mundury granatowe z ozdobami karmazynowymi dla 1 Legii i pąsowymi dla 2 Legii |
|         | Artyleria jesień 1798 - Ciemnozielone kurtki z czarnymi ozdobami i złotymi guzikami - Rajtuzy sukienne czarne z zielonym lampasem - Czapki ciemnozielone z czarną skórą, złotym galonem i kitką z czarnych piór |
|         | 1 Legion - I batalion – ozdoby karmazynowe, a szlify i guziki srebrne otok karmazynowy - II batalion – ozdoby zielone i guziki złote otok zielony - III batalion – ozdoby żółte i guziki srebrne otok żółty |
|         | 2 Legion - I batalion – czarne wyłogi i srebrne guziki otok czarny - II batalion – wyłogi niebieskie z czerwoną wypustką i srebrnymi guzikami otok niebieski - III batalion – wyłogi czerwone i srebrne guziki otok pąsowy |
|         | pułk jazdy - 1 kompania I szwadronu: kity czerwono-biało-niebieskie - 2/I szwadronu: kity niebiesko-biało-czerwone - 1/II szwadronu: barwy czerwono-niebiesko-białe - 2/II szwadronu: barwy biało-niebiesko- czerwone |